# Flics-Frac !
Pour plus de détails, voir Fiche technique et Distribution.
Flics-Frac ! (The Black Marble) est un film américain réalisé par Harold Becker et sorti en 1980.
C'est une adaptation du roman Un chien dans un jeu de flics (The Black Marble) de Joseph Wambaugh, publié en 1978.

## Synopsis
Le pragmatique sergent Natalie Zimmerman de la police de Los Angeles est associé au sergent Valnikov, un détective romantique d'origine russe qui traverse une crise de la quarantaine et qui boit beaucoup à cause des pressions liées à son travail. Ensemble, ils enquêtent sur l'enlèvement du précieux chien de compagnie d'une mondaine de Beverly Hills. Cet enlèvement a été perpétré par le joueur véreux Philo Skinner, qui dirige un salon de beauté pour animaux et qui a désespérément besoin d'argent pour effacer ses dettes.
L'association des deux policiers permet non seulement à Valnikov de se ressaisir, mais le couple tombe également amoureux. Bien qu'il contienne plus d'éléments humoristiques que la plupart des histoires de Joseph Wambaugh, ce film continue d'explorer le thème commun de Wambaugh, à savoir le fardeau psychologique du travail de policier.

## Fiche technique
Sauf indication contraire, les informations mentionnées dans cette section peuvent être confirmées par la base de données cinématographiques IMDb,  présente dans la section « Liens externes ».
- Titre français : Flics-Frac ![1]
- Titre original : The Black Marble
- Réalisation : Harold Becker
- Scénario : d'après un roman de Joseph Wambaugh
- Producteur : Frank Capra, Jr.
- Photographie : Owen Roizman
- Musique : Maurice Jarre
- Montage : Maury Winetrobe
- Pays de production :  États-Unis
- Langue originale : anglais américain
- Format : Couleurs
- Genre : Comédie policière[1]
- Durée : 113 minutes
- Date de sortie :
  - États-Unis : 7 mars 1980
  - France : 9 mars 1983[1]

## Distribution
- Robert Foxworth : Sgt. A.M. Valnikov
- Paula Prentiss : Sgt. Natalie Zimmerman
- Harry Dean Stanton : Philo Skinner
- Barbara Babcock : Madeline Whitfield
- John Hancock : Clarence Cromwell
- Raleigh Bond : Capt. 'Hipless' Hooker
- Judy Landers : Pattie Mae
- Pat Corley : Itchy Mitch

## Distinctions
Le film a reçu le Prix Edgar-Allan-Poe du meilleur film policier en 1981.

## Autour du film
Le titre original du film provient d'une phrase utilisée par le personnage de Natalie. L'expression « Black Marble » (litt. « bille noire ») est synonyme d'avoir la courte paille ou d'avoir de la malchance. Elle déclare qu'elle tombe toujours sur la bille noire et qu'elle veut que cela cesse. Elle considère d'abord Valnikov comme une « bille noire », mais finit par réviser son jugement. Le titre français se rapproche de l'expression fric-frac, qui évoque une effraction, une fracture ou un casse.